# Дача Чехова (Гурзуф)
Дача А. П. Чехова и О. Л. Книппер — музей Антона Павловича Чехова в Гурзуфе (Крым), отдел Крымского литературно-художественного мемориального музей-заповедника.
Дача расположена на небольшом мысе около подножья скалы Дженевез-Кая по адресу: пгт Гурзуф, улица Чехова, д. 22.
В Российской Федерации, контролирующей спорную территорию Крыма, является  объектом культурного наследия Республики Крым регионального значения; на Украине, в пределах признанных большинством государств — членов ООН
 границ которой находится спорная территория, — памятником культурного наследия Автономной Республики Крым местного значения.

## История

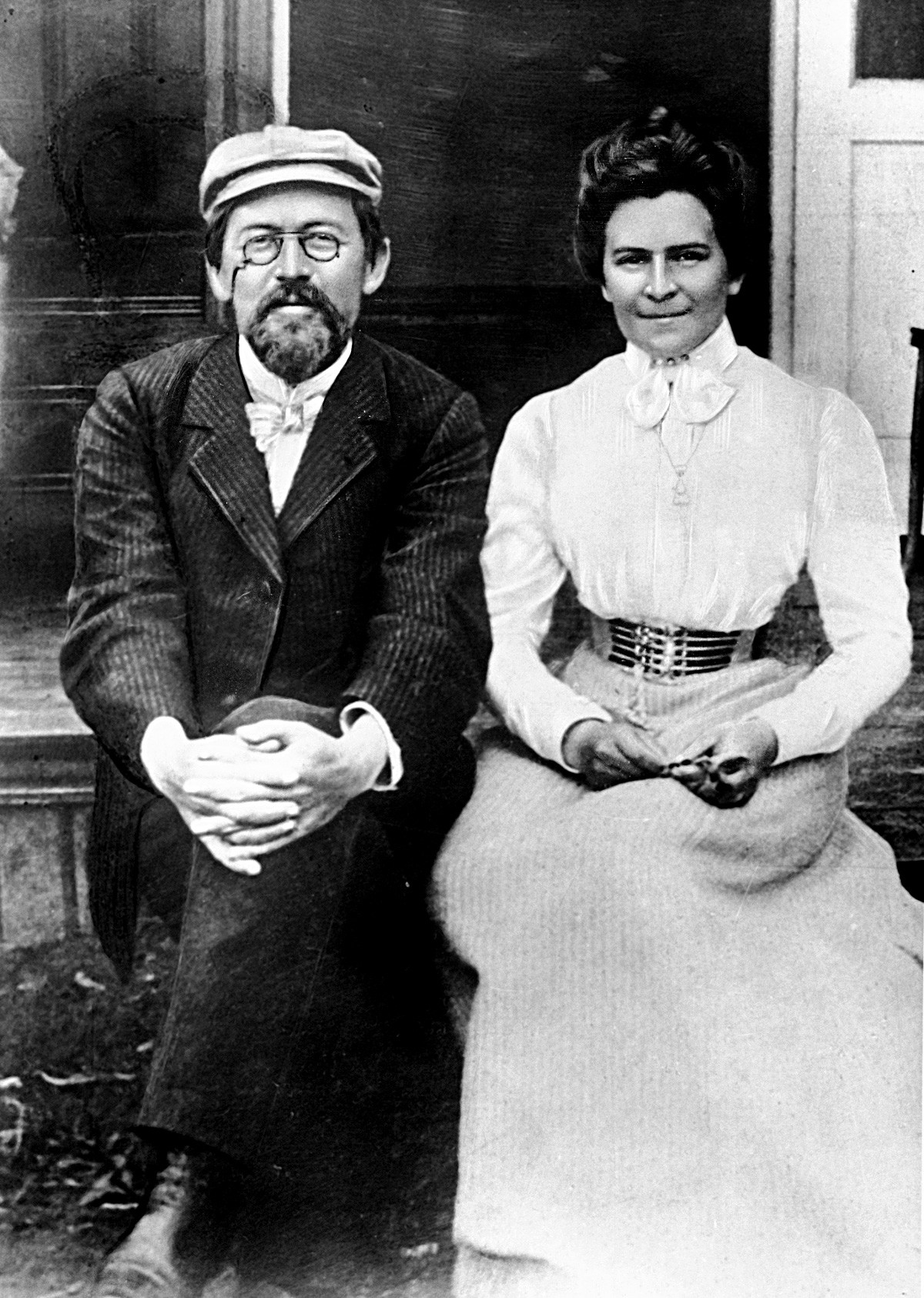
Антон Чехов и Ольга Книппер. Фото 1901 года

Антон Павлович Чехов не собирался жить в Крыму. Он любил среднюю полосу России, обожал Москву, где жил и работал со студенческой скамьи. Но в 1898 году врачи настоятельно порекомендовали ему сменить климат на более сухой из-за плохого состояния лёгких. Он 8 лет болел туберкулёзом.
Приехав в Ялту, Чехов купил участок земли, построил двухэтажный дом, назвал его «Белая дача». Уже в 1899 году переселился вместе с сестрой и матерью в Крым. Прожив полгода, он понимает, что сделал неправильно. Все, кто приезжал в Крым, узнав, что в Ялте живёт Чехов, считали нужным навестить его. Он был уже достаточно знаменит. Сначала это его утомляло, а потом начало выводить из себя, и он пишет своему брату Александру: «Я вместо дачи, за собственные деньги в Крыму умудрился возвести тюрьму!» И этот период совпадает с тем, когда он начал встречаться со своей будущей женой Ольгой Леонардовной Книппер — актрисой Московского театра. В связи с этим он принимает решение купить небольшой домик в качестве убежища. Помог случай. Продавалась татарская сакля в Гурзуфе, но за большие деньги — 3 000 рублей. Чехов прибыл в Гурзуф посмотреть на будущее приобретение за такие большие деньги, но когда он зашёл во двор и подошёл к краю бухты, он даже не стал торговаться. Хозяин всю эту красоту продавал вместе с домом — это была его частная собственность. Своей сестре М. П. Чеховой он пишет:
Я купил кусочек берега с купаньем и Пушкинской скалой около пристани и парка в Гурзуфе. Принадлежит нам теперь целая бухточка, в которой может стоять лодка или катер. Дом паршивенький, но крытый черепицей, четыре комнаты, большие сени. Одно большое дерево — шелковица.

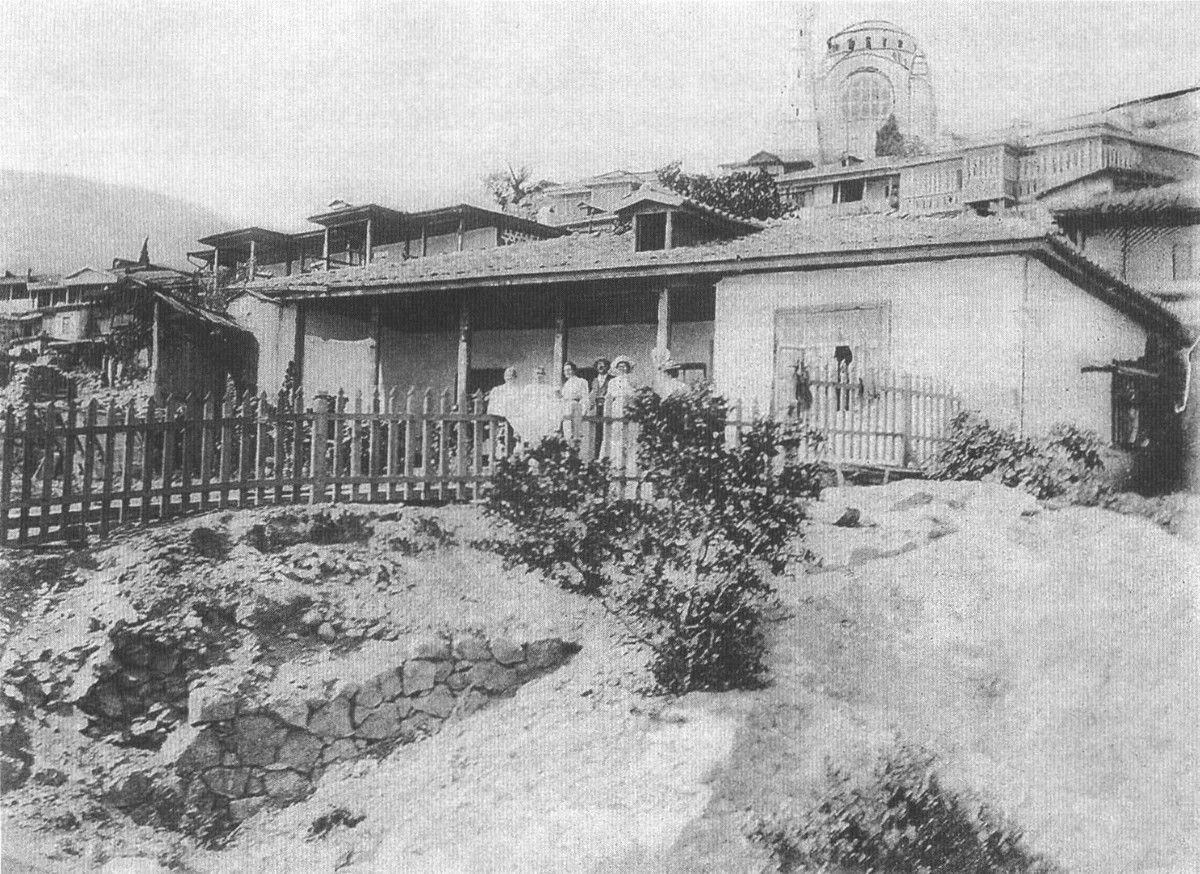
Дача в начале XX века

Летом 1900 года тут отдыхали его мать Е. Я. Чехова, сестра Мария и семья брата Ивана, в июле — августе гостила будущая супруга писателя О. Л. Книппер. Позже на даче проводили летние месяцы младший брат Михаил с семьёй, побывал старший брат Александр.
В августе 1900 года, в поисках творческого уединения, А. П. Чехов проводит тут несколько дней, работая над первым действием драмы «Три сестры». Почти никто из друзей писателя не знал о существовании гурзуфского домика. При жизни хозяина его посетили лишь В. Ф. Комиссаржевская и И. А. Бунин. В Гурзуфе Чехов подарил актрисе свою фотографию с надписью: «Вере Фёдоровне Комиссаржевской, 3 августа, в бурный день, когда шумело море, от тихого Антона Чехова». Бунин бывал на чеховской даче в 1900 году и в апреле 1901 года.
Завещание, составленное А. П. Чеховым 3 августа 1901 года, передавало гурзуфскую дачу его жене О. Л. Книппер, которая ежегодно (за исключением военных лет) проводила лето в Гурзуфе. Во время гражданской войны тут жили артисты «качаловской группы», гастролировавшие по югу России. Позже гостями были С. Рихтер и Н. Дорлиак, И. Козловский, О. Н. Ефремов. Соседями О. Л. Книппер в Гурзуфе была семья известных пушкинистов Б. Томашевского и И. Медведевой, рядом купил дачу композитор Лев Книппер, автор знаменитой песни «Полюшко-поле».
Гурзуфская бухта всегда привлекала людей искусства. Её рисовали Р. Кент, Х. Бидструп, знаменитый маринист И. Айвазовский и его ученик Магдесян, позже художники Кукрыниксы, Мешков, Бисти, много других художников XX века; она вдохновляла поэтов Маяковского, Заболоцкого, М. Дудина, Б. Чичибабина, Е. Рейна; тут снимались фильмы о Пушкине и о Чехове.

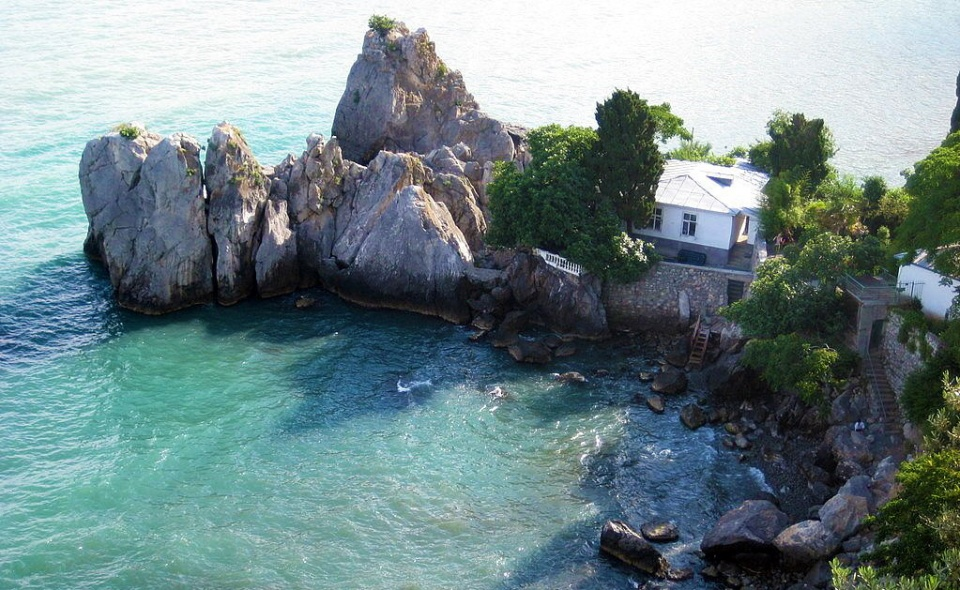
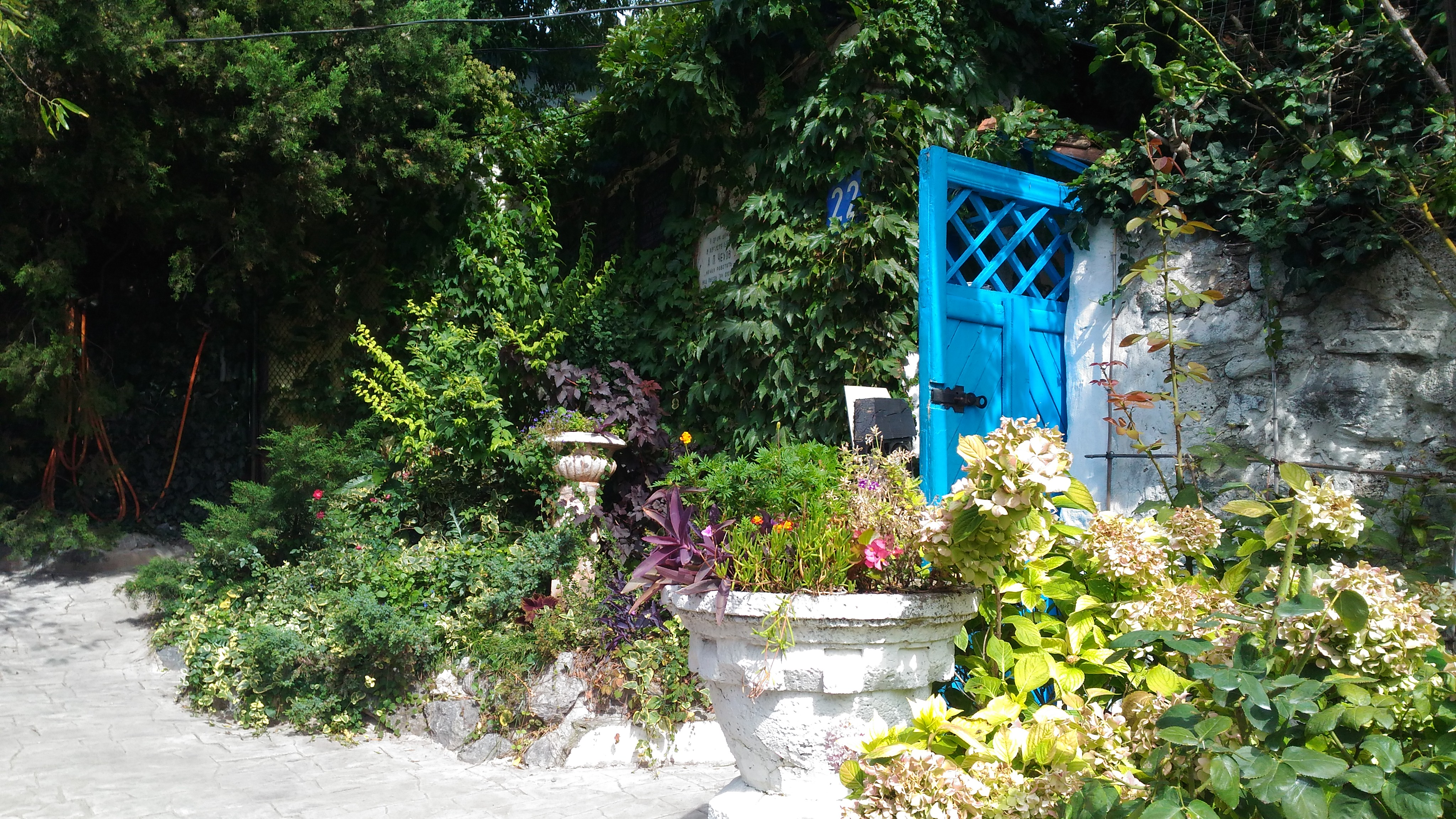
Вход на территорию
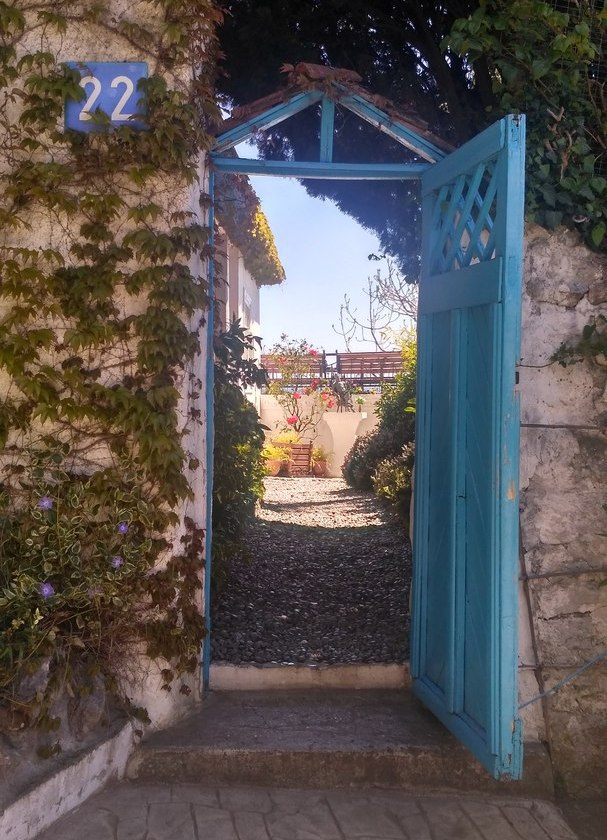
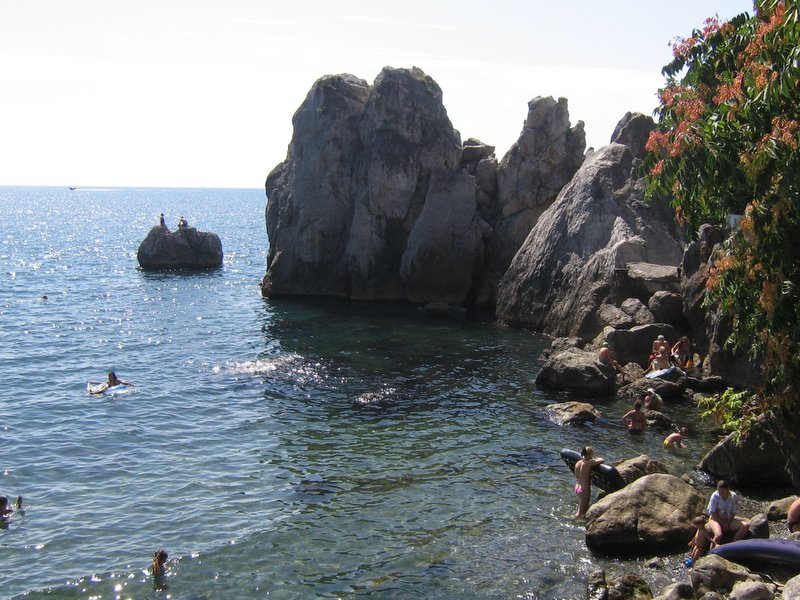
Вид на море с дачи

Последний раз О. Л. Книппер приезжала сюда из Москвы в 1953 году. В 1958 году она продала дачу художнику Мешкову, с 1963 года дача стала собственностью Союза художников СССР, территория охранялась собаками. В 1987 году, по инициативе Олега Ефремова, дом был восстановлен в том виде, в каком видел его при покупке А. П. Чехов. С 1995 года дача открыта для посещения как филиал Дома-музея А. П. Чехова в Ялте, с 2016 года — один из отделов Крымского литературно-художественного мемориального музея-заповедника. Музей работает с 1 марта по 30 сентября: здесь размещается чеховская экспозиция и временные тематические выставки.

## Экспозиция
С 1996 года в одной из комнат демонстрируется мемориальная экспозиция, посвящённая А. П. Чехову и О. Л. Книппер, а в другой — литературная экспозиция, посвящённая истории создания пьесы «Три сестры». Представлены фотографии прототипов героев, копии рукописных страниц, первая публикация и первые отдельные издания 1901 года.
Особенный интерес представляют фотографии исполнителей, сцен из спектаклей и программы первой постановки в Московском Художественном театре в январе 1901 года. Экспонируется театральный реквизит, визитные карточки актёров. Кроме того, представлены материалы постановки «Три сестры» В. И. Немировича-Данченко в апреле 1940 года, которая не сходит со сцены театра десятки лет.
В 1999 году в третьей комнате открыта экспозиция «Окружение Чехова». Демонстрируются фотографии, документы, рисунки и другие материалы, посвящённые близким писателя, членам его семьи и друзьям. Тут же представлены репродукции чеховских портретов, выполненных известными художниками: портрет молодого писателя, созданный его братом Николаем в 1884 году; портрет молодого Чехова работы И. Левитана; портрет, выполненный О. Бразом по заказу Третьяковской галереи в 1898 году; портрет работы В. Серова 1902 года. В гурзуфской экспозиции находится огромное количество редких и малоизвестных фотографий, которые не выставлялись в экспозициях Дома-музея А. П. Чехова в Ялте.